# Crematogaster skounensis
Crematogaster skounensis är en myrart som beskrevs av Soulie 1961. Crematogaster skounensis ingår i släktet Crematogaster och familjen myror. Inga underarter finns listade i Catalogue of Life.